# Bráfova třída
Bráfova třída je jednou z nejvýznamnějších ulic v Třebíči. Je pojmenována podle významného politika Albína Bráfa pocházejícího z Třebíče. Dříve se nazývala Ve stodolách, protože původní cesta do Kožichovic byla lemována stodolami stojícími za městem. Současná nová výstavba se datuje brzkému počátku 20. století. V ulici se dnes nacházejí celkem čtyři významnější světelné křižovatky.
Bráfova třída se vine centrem města ze západu na východ. Začíná na Masarykově náměstí mezi Gymnáziem Třebíč a Divadlem Pasáž. Po Bráfově třídě je vedena silnice I/23. Ulice končí na Purkyňově náměstí u třebíčské nemocnice, kde silnice I/23 pokračuje dále ve východním směru Sportovní ulicí. Celá Bráfova třída měří na délku 700 metrů.

## Budovy

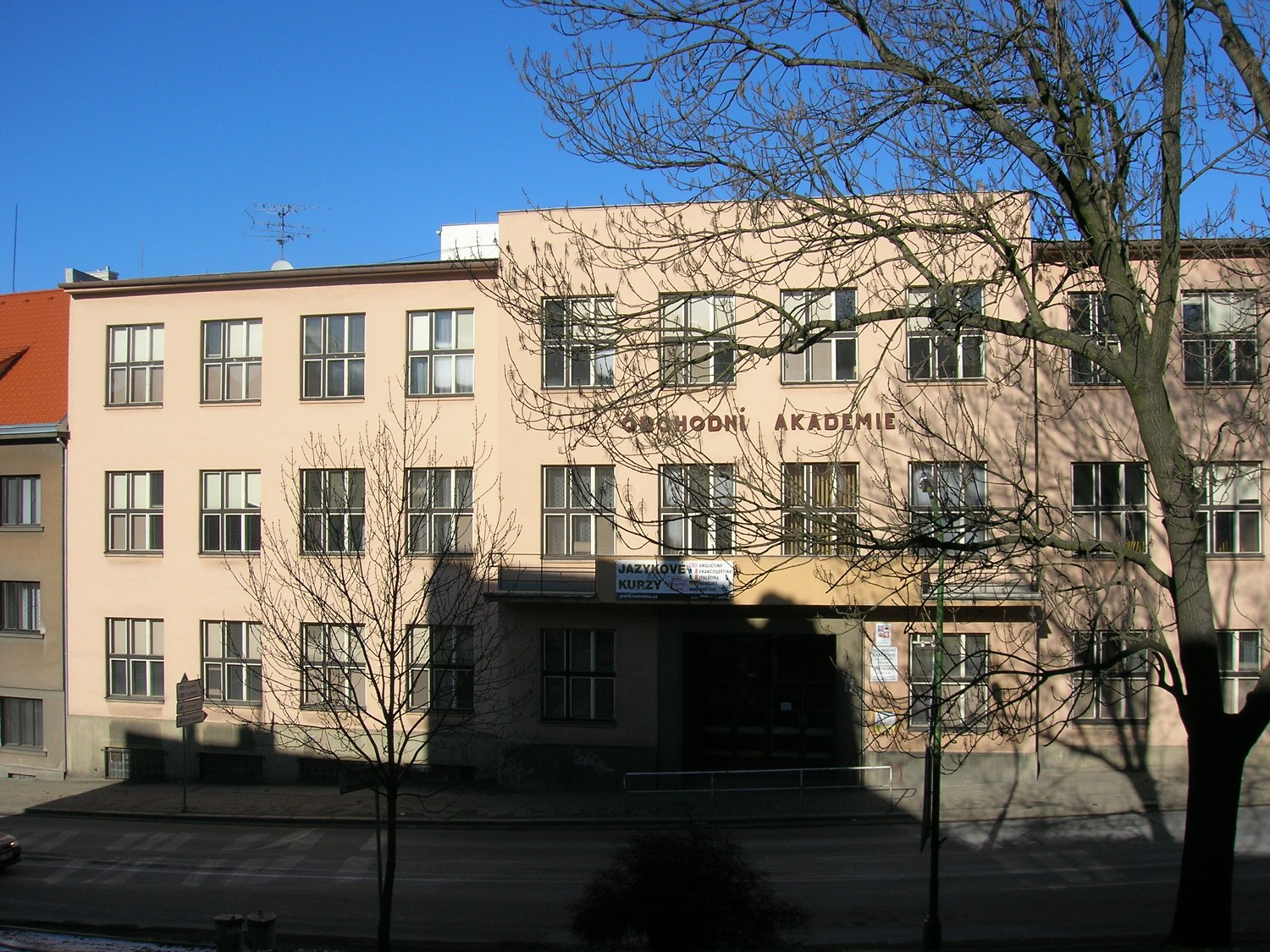
Obchodní akademie Dr. Albína Bráfa

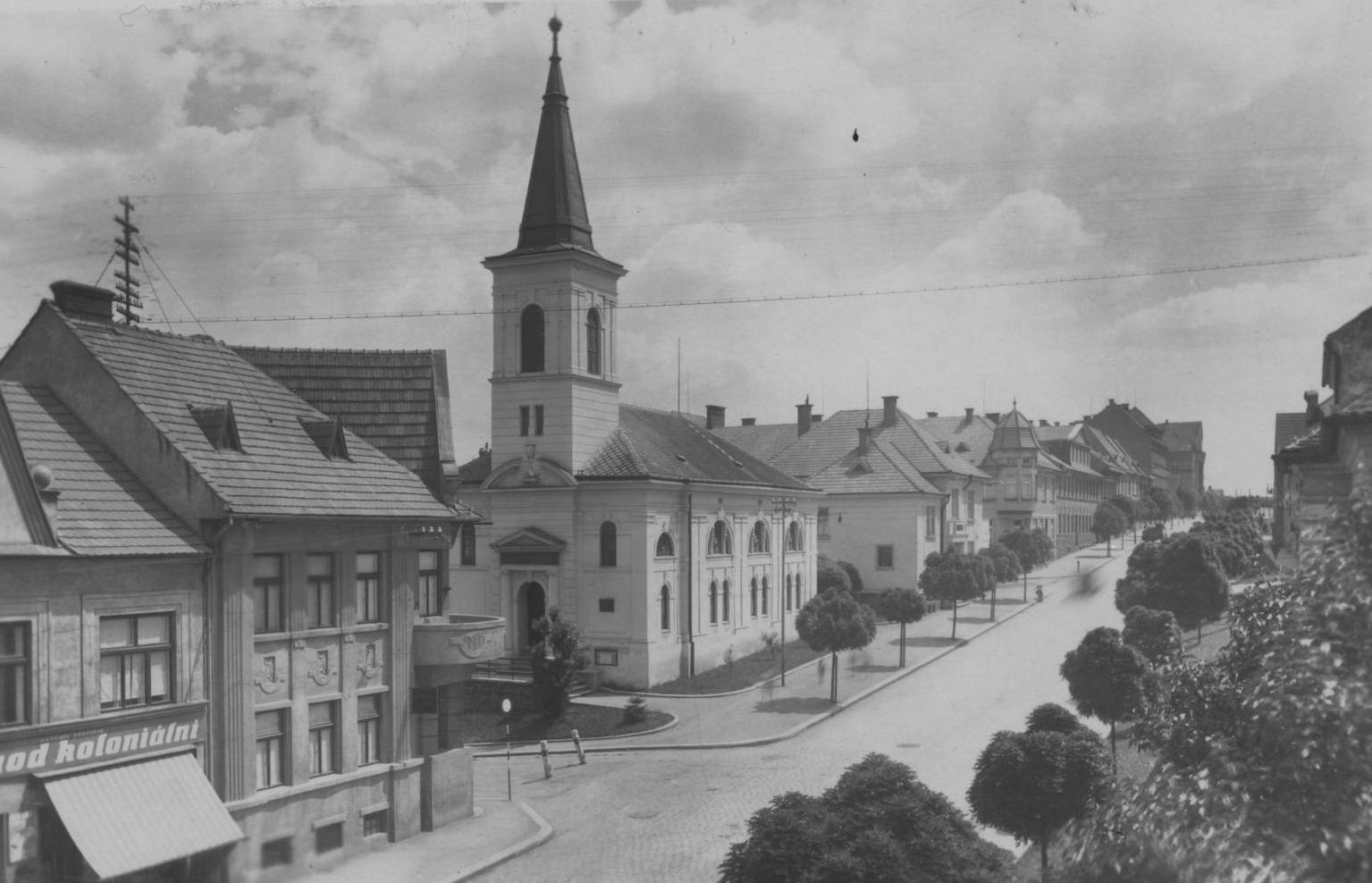
Bráfova třída před rokem 1940

Podél třídy sídlí několik významných institucí a nacházejí se zde i významné budovy.
Mezi ně patří Bráfova akademie Třebíč, okresní ředitelství Policie České republiky, budova okresního soudu postavená roku 1928 Jaroslavem Herzánem, areál Nemocnice Třebíč, jižně leží také třebíčské železniční nádraží. Velká většina domů v Bráfově ulici a v jejím nejbližším okolí je významná, již rohový dům (bývalé Karbašovo řeznictví) na křižovatce ulic Jungmannovy a Bráfovy je architektonicky převratná vila, kterou navrhl Rajmund Wolf. Dům byl postaven v roce 1902 a významný je svojí novobarokní fasádou a arkýřem, který je podepíraný typickými atlasy (v českém prostředí mamlasy).

## Rekonstrukce
V roce 2017 (předběžně od konce dubna do 30. října) má proběhnout velká rekonstrukce Bráfovy třídy, tato oprava má navázat na dokončení opravy Podklášterského mostu. Oprava bude rozdělena na dvě etapy, první etapa uzavře silnici od budovy okresního soudu ke křižovatce s Nádražní ulicí, druhá uzavře silnici od křižovatky s Nádražní ulicí po budovu Gymnázia. Součástí oprav kromě povrchu vozovky budou také opravy kanalizace a veřejného osvětlení. Investorem stavby bude Ředitelství silnic a dálnic, město Třebíč a Vodárenská akciová společnost. Uzavírka první části ulice (od okresního soudu po Husovu ulici) začala 1. května 2017 a od 1. července téhož roku byla uzavírka rozšířena o druhou část (původní plus úsek k Nádražní ulici), uzavírka pak měla skončit 30. října 2017. K otevření Bráfovy ulice pak došlo 28. října.
Pokračování rekonstrukce bude zahájeno v úseku od Nádražní ulice po Masarykovo náměstí a to od 3. dubna do 31. října. V souvislosti s rekonstrukcí byl na křižovatce ulic Bedřicha Václavka a Jungmannova vybudován provizorní kruhový objezd. Stavba byla urychlena a se uskutečnilo 1. října.